# Rastrococcus stolatus
Rastrococcus stolatus är en insektsart som först beskrevs av Walter Wilson Froggatt 1917.  Rastrococcus stolatus ingår i släktet Rastrococcus och familjen ullsköldlöss. Inga underarter finns listade i Catalogue of Life.